# Boeremusiek
Boeremusiek [ˈbuːrəmyˌziːk] (afrikaans, aus boer, „Bauer“ und musiek, „Musik“) ist ein Folkmusik-Stil in Südafrika und Namibia. Er stammt von europäischen Musiktraditionen ab und wird von Buren gepflegt. Sie ist eng mit der burischen Tanzform Sokkie verknüpft.

## Beschreibung

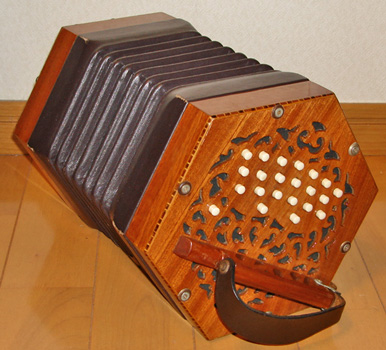
Eine traditionelle Concertina

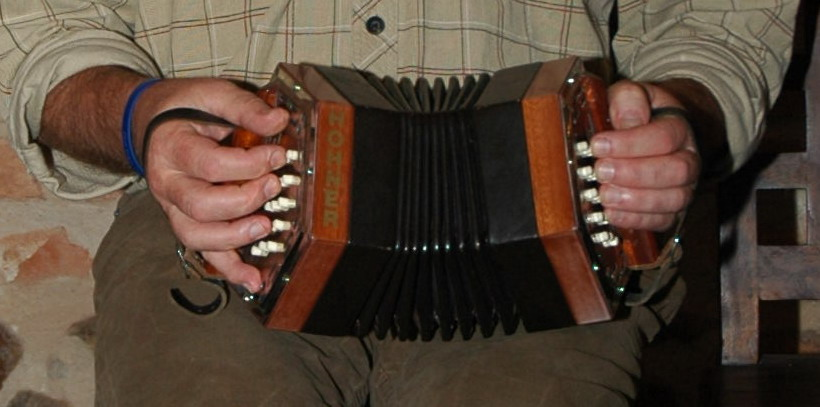
Eine Concertina wird gespielt

Boeremusiek ist eine leichte, fröhliche und einfach strukturierte Tanzmusik, die von Bands (Boereorkes; deutsch etwa: „Burenorchester“) gespielt wird. Sie kommt zum Tanz oder auf Festivals zur Aufführung. Im Vordergrund steht die Concertina, die in vielen Varianten gespielt wird, oder das Akkordeon. Daneben kommen Violine und Gitarre zum Einsatz, die um beliebige Instrumente ergänzt werden, etwa Klavier oder Harmonium, auch Bassgitarre, Kontrabass und Banjo. Die Melodien werden in Durtonarten gespielt.
Zu den Tänzen gehören Schottischer, Polka, Walzer, Mazurka, Quadrille und Vastrap. Der Vastrap entstand in Südafrika und ist eine Art Quickstepp.
Zu den bekannten Interpreten zählen das Klipwerf Orkes bzw. Klipwerf Lêplek, Danie Grey, Hennie de Bruyn en die Kitaarkêrels und Nico Carstens (1926–2016), dessen in den 1950er Jahren komponiertes Stück Zambezi international bekannt wurde, unter anderem durch Einspielungen von Acker Bilk und James Last. Meist wird die Musik von Männern gespielt, oft im höheren Alter. Boeremusiek wird gelegentlich mit Rockmusik, Hip-Hop und anderen Musikstilen kombiniert. Typisch bleibt jeweils der Einsatz der Concertina.

## Geschichte
Im 19. Jahrhundert gab es in der Kapkolonie britische Militärkapellen, die nebenbei zum Tanz aufspielten. Die Musik wurde von den südafrikanischen Buren aufgenommen und adaptiert. Dabei spielte die Concertina eine große Rolle: Allein im Jahr 1902 wurden 97.315 Concertinas aus Deutschland eingeführt. In den 1930er Jahren wurden erstmals Schallplatten mit Boeremusiek aufgenommen, darunter von den Vyf Vastrappers („Fünf Vastraper“), den Vier Transvaalers („Vier Transvaaler“) und den Ses Hartbrekers („Sechs Herzensbrecher“). In den 1970er Jahren verlor die Boeremusiek an Popularität. Als Gegenmaßnahme wurde 1981 der Konsertinaklub van Suid-Afrika, später Tradisionele Boeremusiekklub van Suid-Afrika, gegründet („Traditioneller Boeremusiekklub von Südafrika“). Er repräsentiert die traditionelle Form der Boeremusiek. Eigentlicher Anlass der Gründung war der Wunsch, das Grab des Musikers Faan Harris mit einem Grabstein zu versehen. 1989 entstand die Boeremusiekgilde van Suid-Afrika („Boeremusiekgilde von Südafrika“), die Boeremusiek in al sy forme („in allen Varianten“), bis hin zum Einsatz elektrischer Instrumente, vertritt.

## Sonstiges
- Concertina und Akkordeon wurden auch zum Hauptinstrument der Stilrichtung Famo, die anders als die Boeremusiek von Schwarzen gespielt wird.
- Der alternative südafrikanische Künstler Koos Kombuis nannte seine 2010 erschienene Autobiografie ironisch Seks & Drugs & Boeremusiek: Die Memoirs van ’n Volksverraaier (etwa: „Sex und Drogen und Boeremusiek: Die Memoiren eines Volksverräters.“)
- Der schwarze Jazzmusiker Hugh Masekela veröffentlichte 1969, in der Zeit der Apartheid, auf seinem Album Masekela das Instrumentalstück Boeremusiek, das Elemente dieser Stilrichtung aufgreift.